# Aprasia wicherina
Espèce
Aprasia wicherina est une espèce de geckos de la famille des Pygopodidae.

## Répartition
Cette espèce est endémique du Mid West en Australie-Occidentale. Elle se rencontre vers Wicherina, à 40 kilomètres à l'Est de Geraldton.

## Description
La femelle holotype mesure 161 mm dont 92 mm de longueur standard et 69 mm pour la queue et les mâles de 59 à 82 mm de longueur standard.

## Publication originale
- Maryan, Adams & Aplin, 2015 : Taxonomic resolution of the Aprasia repens species-group (Squamata: Pygopodidae) from the Geraldton Sandplains: a description of a new species and additional mainland records of A. clairae. Records of the Western Australian Museum, vol. 30, p. 12–32 (texte intégral).